# 文安縣 (交阯)
文安縣，是明代交阯承宣布政使司下轄的一個縣，治所约在今越南宣光市之北和西北的咸安縣。

## 沿革
- 永樂五年（1407年）六月癸未置，屬宣化直隸州領，並置文安縣之渭隆江口巡檢司[2][3]。
- 永樂六年冬十月己卯，陞交阯宣化州為宣化府[4][5][6][7][8]。
- 永樂十四年五月丙午，設交阯文安縣儒學、道會司[9]。
- 永樂十七年秋九月丙辰，省文安縣入曠縣[10]。